# Día Internacional del Arte Islámico
El Día Internacional del Arte Islámico es una jornada que se celebra anualmente el 18 de noviembre desde 2020, fue establecida por la UNESCO en 2019.

## Proclamación
El Día Internacional del Arte Islámico fue proclamado el 30 de julio de 2019 durante la 40ª sesión de la Conferencia General de la UNESCO, a instancias de Baréin. La proclamación de este día tiene como objetivo aumentar la conciencia sobre el arte islámico, tanto pasadas como contemporáneas, y destacar su contribución a la civilización y la cultura global. La UNESCO reconoció la importancia del arte islámico para promover la diversidad cultural, la libertad de expresión y el diálogo intercultural. Este día también busca fomentar la tolerancia entre los pueblos y apoyar el acercamiento cultural, subrayando el poder del arte para lograr estos objetivos.

## Celebración
Cada año, el 18 de noviembre, se conmemora esta fecha. La primera celebración tuvo lugar en 2020. Desde entonces, se han organizado eventos y actividades a nivel mundial, como exposiciones de arte, conferencias y talleres, que destacan la riqueza y diversidad del arte islámico. Estas actividades están dirigidas a promover una mayor apreciación de las manifestaciones artísticas del islam y a incentivar el diálogo cultural, contribuyendo así a la preservación del patrimonio cultural y al fortalecimiento de los lazos entre diferentes culturas.

## Temas
- 2021: Rethinking the Future of Islamic Arts and Heritage,[4] ('Repensando el futuro de las artes y el patrimonio islámicos')
- 2022: Features of Islamic Art in the World Cultural Heritage,[5] ('Características del arte islámico en el patrimonio cultural mundial')